# بیمارستان فریده بهبهانی
بیمارستان فریده بهبهانی واقع در استان خوزستان، شهرستان بهبهان بیمارستانی عمومی و وابسته به دانشکده علوم پزشکی بهبهان با ۱۰۵ تخت ثابت در سال ۱۳۵۷  شمسی تاسیس شده است، توسط یعقوب بهبهانی از خیران بهبهانی مقیم کشور کویت ساخته و افتتاح شد و به یادبود خواهر ایشان به نام فریده بهبهانی نامگذاری شد. این بیمارستان دارای بخش‌های زنان، NICU، جراحی زنان و زایمان، نوزادان، اتاق عمل، پست پارتوم، زایمان، اورژانس، لیبر و کلیه واحدهای پاراکلینیک و درمانگاه‌های مرتبط می‌باشد. این بیمارستان چندین سال است که در درجه بندی وزارت بهداشت، "درجه یک عالی" را کسب میکند و جزو تاپ ترین بیمارستانهای خوزستان و جنوب کشور محسوب میشود.
شهرستان بهبهان در حوزه درمان سطح فوق العاده بالایی دارد و بعد از مرکز استان، بدون شک و با اختلاف نسبت به بقیه شهرهای استان، رتبه دوم را داراست و از لحاظ تعداد بیمارستان و مراکز درمانی نسبت به جمعیت، جزو پنج شهر برتر ایران است.

## بلوک زایمان تک نفره LDR
بلوک زایمان طبیعی بیمارستان تخصصی و فوق تخصصی زنان و زایمان فریده بهبهانی در سال 1395 افتتاح و از آن زمان امکان حضور همسر و همراه آموزش دیده در این بلوک فراهم شده است، گفتنی است که اتاق‌های زایمان LDR اکنون با 5 تخت در حال خدمات دهی به مادران برای زایمان طبیعی می‌باشند.